# ان‌جی‌سی ۱۸۵
ان‌جی‌سی ۱۸۵(به انگلیسی: NGC 185) یک کهکشان کوتوله بیضوی در فاصله ۲٫۰۸ میلیون سال نوری و در صورت فلکی قیفاووس است. کهکشان اقماری مسیه ۳۱ بوده و در سال ۳۰ نوامبر ۱۷۸۷ توسط ویلیام هرشل کشف شد.

## یادداشت
- میانگین(۶۴۰ ± ۵۰، ۶۲۰ ± ۶۰) = ((۶۴۰ + ۶۲۰) / ۲) ± ((502 + 602)0.5 / ۲) = ۶۳۰ ± ۴۰